# Сюннерберг, Георгий Фёдорович
Георгий Фёдорович Сюннерберг (швед. Georg Fredrik Alexander Synnerberg; 28 октября (9 ноября) 1844 — 14 (27) апреля 1901, Гельсингфорс) — русский военный деятель, генерал-лейтенант.

## Биография
Сын Йохана Фредрика Сюннерберга (1807—1857) и Вильгельмины Антуанетты де Ламот (1802—1885). Вероисповедания лютеранского.
Принят в Финляндский кадетский корпус 14 сентября 1856. 12 июня 1863 выпущен поручиком армейской пехоты. 13 апреля 1864 переведен подпоручиком в лейб-гвардии Гатчинский полк, с которым принимал участие в подавлении Польского восстания.
Прошел курс в Николаевской академии Генерального штаба (13.08.1867 — 28.03.1870), которую окончил по 2-му разряду. Поручик (30.08.1868), штабс-капитан (20.04.1869). С 20 апреля 1869 капитан Генерального штаба. 28 марта 1869 командирован в штаб-квартиру Виленского военного округа. Старший адъютант штаба 27-й пехотной дивизии (17.03.1871), помощник старшего адъютанта штаба Виленского военного округа (27.08.1872).
Штаб-офицер для особых поручений при штабе Казанского военного округа (21.10.1873 — 4.03.1876). 23 ноября 1873 года назначен в 106-й Уфимский пехотный полк. По возвращении из командировки был произведен в подполковники 31 марта 1874 года. 20 мая 1874 года откомандирован в качестве командира батальона в 105-м пехотном Оренбургском полку.
7 марта 1876 назначен заведующим войсками, подкрепляющими пограничную стражу на русско-прусской границе. Начальник штаба 25-й пехотной дивизии (14.12.1877), командир 65-го Московского пехотного полка (7.01.1886), командир лейб-гвардии 3-го стрелкового Финского батальона (30.11.1888). Генерал-майор (30.08.1889). 7 января 1895 назначен начальником Нерчинского горного округа ведомства кабинета Е. И. В., числился по гвардейской пехоте и в списках лейб-гвардии 3-го стрелкового Финского батальона. 6 марта 1901 произведён в генерал-лейтенанты с увольнением «за болезнью» от службы, с мундиром и пенсией.

## Награды
- Орден Святой Анны 3-й ст. (1872)
- Орден Святого Станислава 2-й ст. (1880)
- Орден Святой Анны 2-й ст. (1885)
- Орден Святого Владимира 3-й ст. (1892)
- Орден Святого Станислава 1-й ст. (14.05.1896)
- Орден Святой Анны 1-й ст. (1899)

Иностранные:
Прусский орден Короны 2-й ст. со звездой (1890)

## Семья
Жена (1879, Двинск): Мария Ингельстрём (8 (20).2.1862, Брест-Литовск — 15 (28).6.1901, Гельсингфорс)
Дети:
- Георг Леонард Виктор (Георгий Георгиевич; 5 (17).11.1882, Двинск — 29.03.1957), выпускник Пажеского корпуса (1902) и Николаевской военной академии (1910) штабс-капитан (1910), агент Министерства торговли и промышленности в генеральном консульстве в Шанхае (1912), участник Первой мировой войны и Гражданской войны на востоке России. В эмиграции в Китае, с 1947 года в США (Беркли). Представитель полкового объединения лейб-гвардии Семеновского полка в США, председатель отдела Союза Пажей
- Вера (12 (24).7.1889 — ?)